# Pierre Issa
Pierre Issa, né le 11 septembre 1975 à Germiston en Afrique du Sud, est un footballeur international sud africain. Il évolue au poste de défenseur central du milieu des années 1990 à la fin des années 2000.

## Biographie

### En club
D'origine libanaise, Pierre Issa suit sa préformation au sein du centre de préformation de Poissy (région parisienne). Il intègre ensuite le centre de formation de Dunkerque en 1992 et y reste jusqu'en 1995.
Pierre Issa est surtout connu pour son passage à l'Olympique de Marseille de 1995 à 2000, où il joue une finale de Coupe UEFA, perdue face à Parme (3-0). Il est cependant pris en grippe par les supporters olympiens après un énorme raté face à Lille.
Il joue ensuite deux ans en Angleterre, à Chelsea puis à Watford. À noter qu'à Watford, il reste comme l'un des joueurs les mieux rémunérés de l'histoire du club (et aussi comme l'un des échecs de recrutement les plus coûteux) (ref?).
Après un passage à l'Olympic Beyrouth, au Liban, Pierre Issa termine sa carrière en Grèce : à l'Ionikos Le Pirée, puis à l'OFI Crète.

### En équipe nationale
Sa 1re sélection en équipe nationale a lieu le 15 novembre 1997, lors du match Afrique du Sud - Allemagne.
Pierre Issa participe à deux Coupes du mondes avec l'équipe d'Afrique du Sud : en 1998 et en 2002. En 1998, lors du match face à l'équipe de France, au stade Vélodrome de Marseille, il inscrit un but contre son camp et manque son sauvetage sur la ligne sur un autre but.
Pierre Issa participe également à trois Coupe d'Afrique des nations avec l'équipe d'Afrique du Sud : en 2000, 2002 et enfin 2006. L'Afrique du Sud termine 3e lors de la CAN 2000.

## Reconversion
Après avoir travaillé dans un premier temps en tant qu'agent de joueurs de football, il a, par la suite, été engagé par le club grec de l'Olympiakos Le Pirée en même temps que l'ancien international français et joueur du club du Pirée Christian Karembeu, au poste de directeur sportif.

## Palmarès

### En club
- Champion du Liban en 2003 avec l'Olympic Beyrouth
- Vainqueur de la Coupe du Liban en 2003 avec l'Olympic Beyrouth
- Finaliste de la Coupe UEFA en 1999 avec l'Olympique de Marseille
- Vice-champion de France en 1999 avec l'Olympique de Marseille

### EnÉquipe d'Afrique du Sud
- 47 sélections de 1997 et 2006
- Participation à la Coupe du Monde en 1998 (Premier Tour) et en 2002 (Premier Tour)
- Participation à la Coupe d'Afrique des Nations

Champion d'Afrique 1996 en 2000 (3e), en 2002 (1/4 de finaliste) et en 2006 (Premier Tour)